# Moto Islo

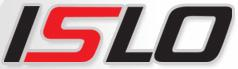
Logo

Moto Islo is een historisch merk van motorfietsen en scooters.
Motocicletas Islo, Saltillo, Mexico (1956-1973).
Mexicaans bedrijf van Isidoro Lopez dat al in 1925 was opgericht maar pas vanaf 1956 motorfietsen en scooters bouwde. Aanvankelijk werden 50 cc Franco Morini-blokken geïmporteerd, later ging Islo 175 cc Mival-motoren in licentie maken. Daarnaast werden er ook zijspannen geproduceerd. Zie ook Cooper.